# Hrabstwo Marion (Georgia)

Piramida wieku hrabstwa

Hrabstwo Marion – hrabstwo w USA, w stanie Georgia. Z gęstością 7,9 os./km² należy do najsłabiej zaludnionych hrabstw Georgii. Jego siedzibą administracyjną jest Buena Vista.

## Sąsiednie hrabstwa
- Hrabstwo Talbot (północ)
- Hrabstwo Taylor (północny wschód)
- Hrabstwo Schley (wschód)
- Hrabstwo Sumter (południowy wschód)
- Hrabstwo Webster (południe)
- Hrabstwo Chattahoochee (zachód)

## Demografia
Według spisu z 2020 roku liczy 7498 mieszkańców, co oznacza spadek o 14,2% w porównaniu z poprzednim spisem z roku 2010. Według danych pięcioletnich z 2021 roku 64,7% to biali (58,8% nie licząc Latynosów), 29,5% czarnoskórzy lub Afroamerykanie, 2,2% miało rasę mieszaną, 1,5% Azjaci, 1,3% to rdzenna ludność Ameryki i 0,8% pochodziło z wysp Pacyfiku. Latynosi stanowili 8,6% populacji hrabstwa.

## Polityka
Hrabstwo jest przeważająco republikańskie, gdzie w wyborach prezydenckich w 2020 roku, 62,7% głosów otrzymał Donald Trump i 36,2% przypadło dla Joe Bidena. 